# 38e régiment d'artillerie coloniale
Pour les articles homonymes, voir 38e régiment.
Le 38e régiment d'artillerie coloniale est un régiment des troupes coloniales de l'Armée française, actif entre 1924 et 1929.

## Historique
Il est créé à partir du 10e régiment d'artillerie coloniale, le 1er janvier 1924 lors de la réorganisation des régiments d'artillerie décidée en 1923. Le régiment dépend du 15e corps d'armée et est caserné à Toulon et Nîmes.
En octobre 1927, le régiment, toujours à Toulon et Nîmes, est rattaché à la 2e division d'infanterie coloniale sénégalaise nouvellement formée à Toulon. Le 1er mai 1929, le 38e régiment d'artillerie coloniale devient le 2e régiment d'artillerie coloniale.

### Autres unités de la2edivisioncoloniale sénégalaise
- 22e régiment d'infanterie coloniale,
- 12e régiment de tirailleurs sénégalais,
- 53e bataillon de mitrailleurs indochinois,
- 4e régiment de tirailleurs sénégalais,
- 8e régiment de tirailleurs sénégalais,

### Autre régiments d'artillerie
- 58e régiment d'artillerie coloniale